# شماره سلامت اتریش ۱۴۵۰

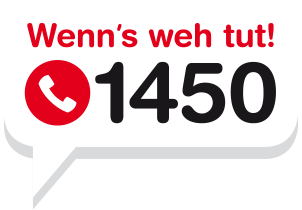
آرم شماره سلامت

شمارهٔ سلامت ۱۴۵۰ اتریش - با عنوان "وقتی درد واقع می‌شود!"- به عنوان اولین نقطه تماس برای پاسخ به سوالات مربوط به سلامتی شهروندان در اتریش محسوب می‌شود. متخصصان آموزش دیده در این سازمان مشغول به کار هستند که به افراد تماس گیرنده مشاورهٔ تلفنی می‌دهند.
اگر تماس گیرندگان نمی‌دانند که به دلیل امراض خود به چه کسی مراجعه کنند، کارکنان آموزش دیده با طرح سؤالات خاص با استفاده از یک سیستم پرس و جو پزشکی - با در نظر گرفتن محل فعلی آنها، توصیه‌های پزشکی و رفتاری را ارائه می‌دهند. با این وجود می‌توان بار کاری شماره تماس‌های اضطراری دیگر نظیر ۱۴۴، نقاط پذیرش در کلینیک‌های سرپایی و پزشکان بخش خصوصی را در سطح زیادی کم کرد.
خط تلفن مشاورهٔ پزشکی به عنوان یک پروژه آزمایشی "TeWeb" (خدمات و مشاوره تلفنی و اینترنتی) در ۷ آوریل ۲۰۱۷ در وین، اتریش سفلی و فورآرلبرگ شروع و در ۴ نوامبر ۲۰۱۹ در سرتاسر اتریش راه اندازی شد. این شماره تماس بصورت شبانه‌روزی و همچنین در آخر هفته‌ها نیز آماده پاسخگویی به تماس گیرندگان می‌باشد.
ایالت‌های فدرال، سازمان چتر موسسات بیمه‌های اجتماعی و وزارت امور اجتماعی، بهداشت، پرستاری و حمایت از مصرف‌کننده مسئولیت خدمات مشاوره سلامت تلفنی را بر عهده دارند.

## بیماری همه گیر COVID-19
این شماره به ویژه با شروع بیماری همه گیر کرونا COVID-19 در اتریش شناخته تر شد زیرا افراد آلوده به بیماری کرونا هرگز نباید مستقیماً به پزشک یا کلینیک سرپایی مراجعه کنند تا خطر همه‌گیری کاهش یابد. حدود ۷۰ برابر تعداد تماس در اواسط ماه مارس به دلیل شیوع ویروس کورنا رخ داده‌است. با توجه به تعداد زیاد سوالات و پاسخگویی در مورد این بیماری درخواست می‌شود که افراد واقعاً در صورت بروز مشکل سلامتی تماس بگیرند. برای سؤالات کلی در مورد ویروس کرونا در ۲۷ ژانویه سال ۲۰۲۰، آژانس بهداشت و امنیت غذایی (AGES) خط تلفن اطلاعاتی ویژه ای را تحت شماره ۰۸۰۰/۵۵۵۶۲۱ تنظیم کرد.

## پیوندهای وب
- 1450 - شماره بهداشت
- مشاوره بهداشت تلفنی در ÖsterreichWiki.org